# William Quevedo
Pour les articles homonymes, voir Quevedo.
William Quevedo, né le 8 mai 1971 à Montpellier (Hérault), est un footballeur français.
Formé au Montpellier HSC, il s'impose au Boavista FC après un parcours difficile, puis retrouve le championnat français avec le FC Sochaux-Montbéliard.

## Biographie

### Formation et parcours amateur
William Quevedo est français d'origine espagnole par son grand-père. Dès ses six ans, il est licencié au Montpellier PSC où il évolue pendant douze ans, parfois sous les ordres de son père, intendant de l'équipe de Louis Nicollin par la suite.
À dix-huit ans, William Quevedo arrête le football et part à l'armée. Il quitte le centre de formation et ses rêves de professionnalisme tandis que ses coéquipiers de promotion (Rizetto, Serge Blanc, Bonissel, Carotti ...) profitent de la crise financière du club héraultais pour découvrir la D1. À son retour, Quevedo doit trouver du travail et se fait engager pour faire le ménage dans l'entreprise de Louis Nicollin. Dans le même temps, il joue pour le plaisir avec Castelnau-le-Lez en DHR (second échelon régional). Sur les conseils de son supérieur, Adam Kavaz ancien professionnel du FC Sète, Quevedo tente l'aventure à Rodez, relégué administrativement en National 2. Aux côtés des huit joueurs professionnels restés au club, le nouvel arrivant se régale et inscrit quatorze buts. Les journées sont bien remplies car, encore amateur, William doit réaliser une tournée quotidienne de deux cents kilomètres au volant d'une fourgonnette pharmaceutique. La saison suivante, il intègre une entreprise de restauration rapide et, sur les terrains, accède au championnat de National 1.

### Carrière professionnelle
Progression naturelle, William Quevedo signe à l'ASOA Valence en Division 2. Il y joue notamment un quart-de-finale de Coupe de France perdu face au futur vainqueur de la compétition, l'AJ Auxerre, et inscrit trois buts en 26 rencontres. Ensuite, l'entraîneur Léonce Lavagne fait des choix tactiques et Quevedo est écarté.
Heureusement, l'arrêt Bosman permet maintenant d'élargir l'horizon des footballeurs européens. Quevedo accepte une offre d'un club de D2 portugaise, Moreirense FC, alors que sa femme attend un enfant. Deux mois plus tard, le couple est réuni avec le petit Maxime. Au Portugal, Quevedo explose. Devenu définitivement arrière gauche, il est efficace devant le but (treize réalisations) et dans la dernière passe. Son contrat prolongé jusqu'en 2001 au cours de sa première saison, il attire les convoitises des plus grands clubs du pays. Prévoyant, il a déjà signé avec Boavista FC. Ses débuts sont mitigés, il est jugé trop offensif par l'entraîneur. Les mauvais résultats entraînent le changement d'entraîneur à la mi-saison et Jaime Pacheco fait du français un titulaire. Vainqueur de la Supercoupe face au FC Porto, Quevedo est élu meilleur arrière gauche du championnat 1997-1998 et termine troisième meilleur passeur avec neuf passes décisives. C'est avec ce club qu'il fera les plus belles saisons de sa carrière en étant élu deux fois meilleur arrière gauche du Portugal, en participant à la Ligue des Champions et en remportant un titre de champion du Portugal 2000-2001.
Il retrouve ensuite la France à 30 ans et s'engage en D1 avec le FC Sochaux-Montbéliard. Il ne réitére pas ses performances portugaises et descend dans la hiérarchie du foot français jusqu'à retrouver la DH.

### Entraîneur
De 2007 à 2009 il entraîne l'équipe d'Onet-le-Château en DH puis il prend les rênes de l'équipe du Lavérune FC en août 2014 au niveau PHB.

## Style de jeu: arrière gauche offensif
Au fil de sa carrière, William Quevedo recule sur l'aile gauche. En passant professionnel, il se stabilise sur le côté de la défense d'où il exécute des montées et percées au sein des lignes adverses. 

## Palmarès
Boavista Porto
- Champion du Portugal en 2001.
- Vainqueur de la Supercoupe du Portugal en 1997.